# إيمومو إيدي نغويي
إيمومو إيدي نغويي (بالفرنسية: Emomo Eddy Ngoy)‏؛ مواليد 13 أكتوبر 1993، هو لاعب كرة قدم كونغولي يلعب لنادي سموحة كمهاجم.
بدأ إيمومو إيدي نغويي مسيرته الرياضية عام 2011 مع شارك كينشاسا المنتمي لمدينة غوما. أولى مشاركاته الدولية كانت رفقة منتخب الكونغو الديمقراطية في بطولة أفريقيا تحت 20 سنة لكرة القدم 2013.

## روابط خارجية
- إيمومو إيدي نغويي على موقع الاتحاد الدولي (مؤرشف)  (الإنجليزية)
- إيمومو إيدي نغويي على موقع ناشيونال فوتبول تيمز (الإنجليزية)